# Caraipa duckeana
Caraipa duckeana är en tvåhjärtbladig växtart som beskrevs av K. Kubitzki. Caraipa duckeana ingår i släktet Caraipa och familjen Calophyllaceae. Inga underarter finns listade i Catalogue of Life.